# Capilla de Santa Clara de Asís (Los Sarmientos)

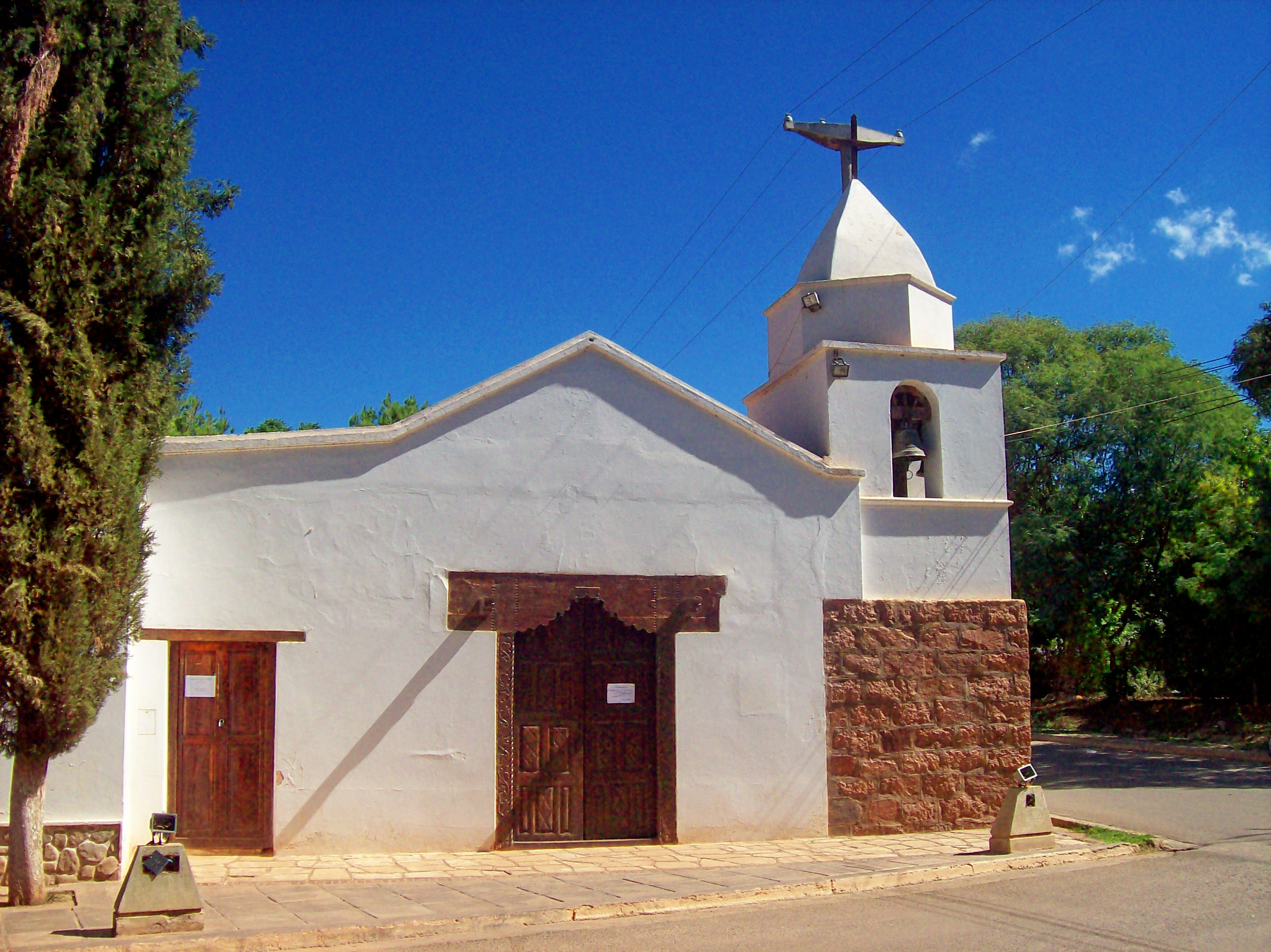
Capilla de Santa Clara de Asís.

La Capilla de Santa Clara de Asís (o de Los Sarmientos), es un Monumento Histórico de la Argentina que se encuentra en la localidad de Los Sarmientos, en la provincia de La Rioja. Se trata del edificio más característico de ese poblado y fue construido en 1764 en honor a Santa Clara de Asís.

## Historia y descripción

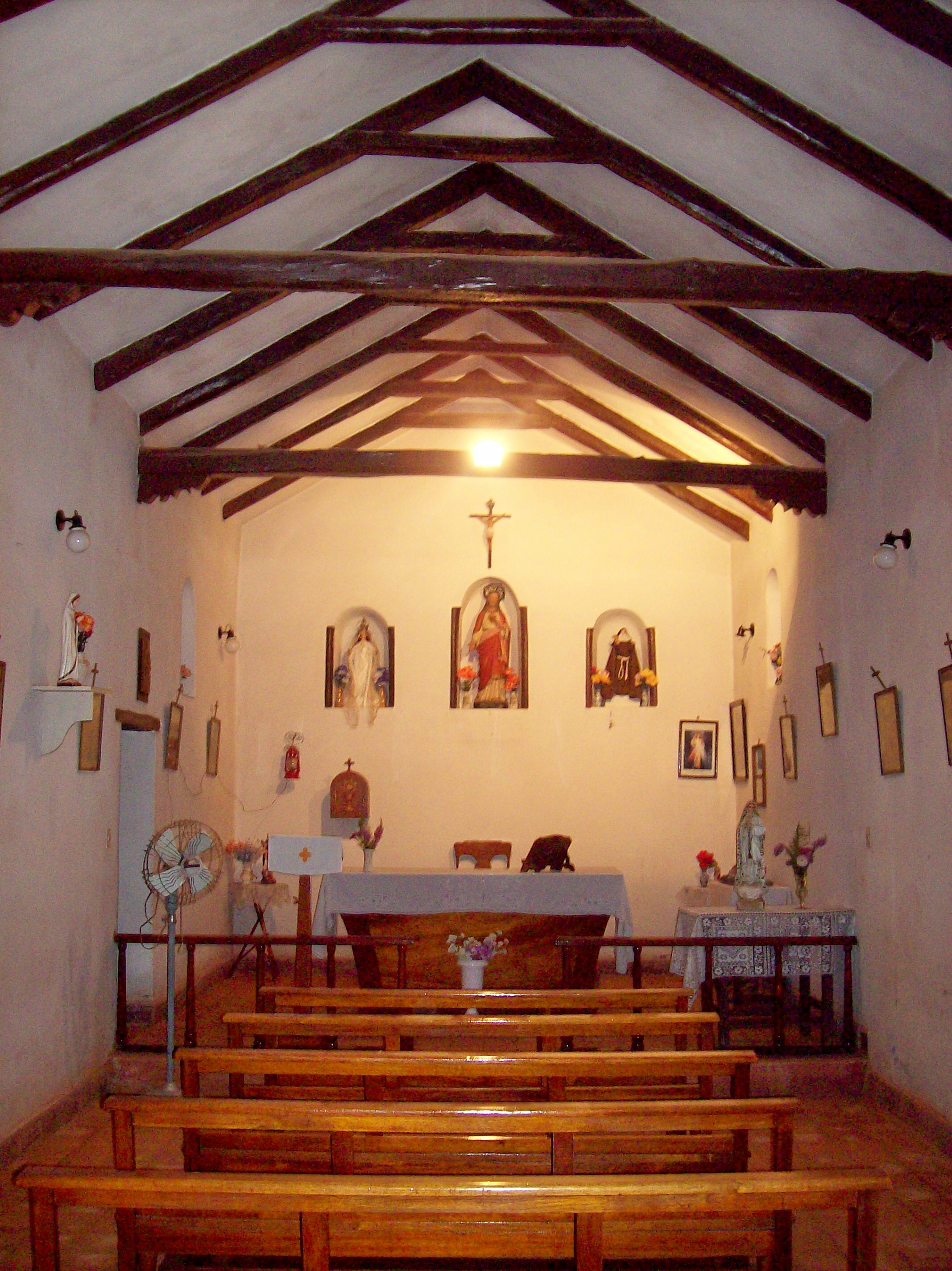
Interior.

En este lugar se encontraba la casa que en 1684 Leonor Ibarra de Sarmiento legó a su hijo José. En 1764 se la reemplazó por actual Capilla de Santa Clara de Asís. En su interior se encuentra una pequeña imagen de la santa patrona.
Su portal de algarrobo, que aún se conserva, fue tallado por el artesano José Flores. Posee dinteles grabados con textos en castellano y latín. La estructura del techo también es de algarrobo.
Su nave es sencilla y construida con muros de adobe. Posee además un campanario de tres cuerpos superpuestos.

## Fuente
- Comisión Nacional de Museos y de Monumentos y Lugares Históricos (1998). Monumentos Históricos de la República Argentina. Secretaría de Cultura de la Nación. ISBN 950-720-057-6.

- Datos: Q2912576